# Joe Farrell
Joe Farrell, właśc. Joseph Carl Firrantello (ur. 16 grudnia 1937 w Chicago Heights, Illinois, zm. 6 stycznia 1986 w Los Angeles, Kalifornia) – amerykański wirtuoz saksofonu i flecista jazzowy.
W latach 60. Farrell grał razem z big bandem Thada Jonesa/Mela Lewisa. Jest najbardziej znany z gry na albumie Return to Forever z Chickiem Corea oraz z solowych albumów nagranych dla wytwórni CTI. Nagrywał również z takimi muzykami jak Charles Mingus, Andrew Hill, Jaki Byard czy Elvin Jones.
Do źródła swoich inspiracji zaliczał przede wszystkim Johna Coltrane'a.

## Wybrana dyskografia
- Joe Farrell Quartet (1970) CTI 6003

(Chick Corea, John McLaughlin, Dave Holland, Jack DeJohnette)
- Outback (1971) CTI 6014

(Chick Corea, Buster Williams, Elvin Jones, Airto Moreira)
- Moon Germs (1972) CTI 6023

(Herbie Hancock, Stanley Clarke, Jack DeJohnette)
- Penny Arcade (1974) CTI 6034

(Herbie Hancock, Joe Beck, Herb Bushler, Steve Gadd, Don Alias)
- Upon This Rock (1974) CTI 6042

Herbie Hancock, Joe Beck, Herb Bushler, Jim Madison, Don Alias, Steve Gadd)
- Song of the Wind (1974) CTI 6067 (originally released as „Joe Farrell Quartet“, 1970)
- Canned Funk (1975) CTI 6053

(Joe Beck, Herb Bushler, Jim Madison, Ray Mantilla)
- Joe Farrell / George Benson, Benson & Farrell (1976) CTI 6069

(Eddie Daniels, David Tofani, Don Grolnick, Will Lee, Gary King, Andy Newmark, Sonny Bravo, Nicky Marrero, Jose Madera, Michael Collaza)
- Skate Board Park (1979) Xanadu 174

(Chick Corea, Bob Magnusson, Lawrence Marable)
- Fuse One (1980) CTI 9003, CD: Epic/Legacy 2003 Joe Farrell / Ronnie Foster / John McLaughlin / Stanley Clarke et al.,

(Larry Coryell, Ndugu Leon Chancler, Tony Williams, Lenny White, Don Grusin, Paulinho da Costa)
- Sonic Text (1980) Contemporary, Original Jazz Classics, Fantasy 1993

(Freddie Hubbard, George Cables, Tony Dumas, Peter Erskine)
- Joe Farrell w/Art Pepper, West Coast RealTime Records, 1992, CD 1998

(George Cables, John Bentz, Tony Dumas)